# 코로고초
코로고초(Korogocho)는 케냐 나이로비에서 가장 큰 빈민가 중 하나이다. 도시 중심부 북동쪽 1.5제곱킬로미터에 15만에서 20만 명의 인구가 밀집해 있는 코로고초는 당시 도시 외곽의 판자촌으로 형성되었다.
2009년에는 키베라, 마타레 밸리, 무쿠루 콰 은젱가에 이어 나이로비에서 네 번째로 큰 빈민가로 추정되었다.

## 어원
코로고초라는 이름은 스와힐리어로 어깨를 나란히 하고 밀집해 있다는 뜻이다.

## 위치
나이로비 도심에서 북동쪽으로 11km 떨어진 코로고초의 1-1.5제곱킬로미터는 원래 정부 소유의 토지였다. 1960년대에 농촌 이주민들이 이 도시로 이주했을 당시에는 비어있는 외곽 지역이었다. 이곳은 나이로비의 주요 쓰레기 매립지 중 하나인 단도라와 접해 있다. 코로고초는 나이로비현 루아라카 선거구 내의 선거구이며, 9개의 "마을"로 나뉜다: 기타투루, 그로간 A와 B, 하이리지, 키수무 은도고, 코로고초 A와 B, 응고몽고, 니아요.
코로고초가 확장되면서 사유지로 퍼져나갔고, 현재 토지의 거의 절반이 사유지이다.

## 민족
코로고초 주민들은 30개 이상의 민족 집단 출신이지만, 대부분은 키쿠유족, 루오족, 루햐족이다.
또한 이 지역에는 상당한 규모의 이슬람 공동체가 거주하고 있다는 점도 주목할 만하다.

## 인프라

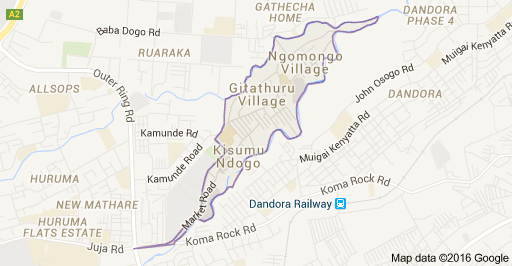
나이로비 내 코로고초의 경계.

코로고초 주민들을 위한 공식적인 인프라는 거의 없다. 대부분의 주택은 거주하는 가족들이 직접 지었고, 발견되거나 재활용된 재료로 만들어졌다. 그럼에도 불구하고, 많은 주민들이 그곳에 살 권리에 대해 토지세를 지불한다. 다른 이들은 자신들의 거주지를 건설한 사람들에게 임대료를 지불한다. 중앙 하수도 시스템이나 파이프를 통한 신선한 물은 없으며, 범죄율이 높다. 케냐의 많은 지역에서 볼 수 있는 비공식적인 장로회와 족장제는 일부 과부나 더 큰 도움이 필요한 사람들에게 토지와 주택을 제공하기도 한다.
밀집된 환경에도 불구하고 소규모 농업이 흔하게 행해진다. 가로등 시스템이 없어 불안감이 증대되고, 정부와 NGO가 특별히 조명된 안전 구역을 건설하고 있다. 코로고초 마을 중심부에는 족장제와 함께 케냐 경찰서가 있다. 범죄는 만연하고, 판자촌의 법 집행은 미흡하다. 조직 범죄 집단이 이곳에서 활동하는 것으로 알려져 있다. 2004년 잠비아 외교관 오스왈드 반다가 살해당하고, 그의 다섯 살 아들은 죽은 아버지에게 묶인 채 코로고초 거리의 차 안에 남겨졌다.

## 건강

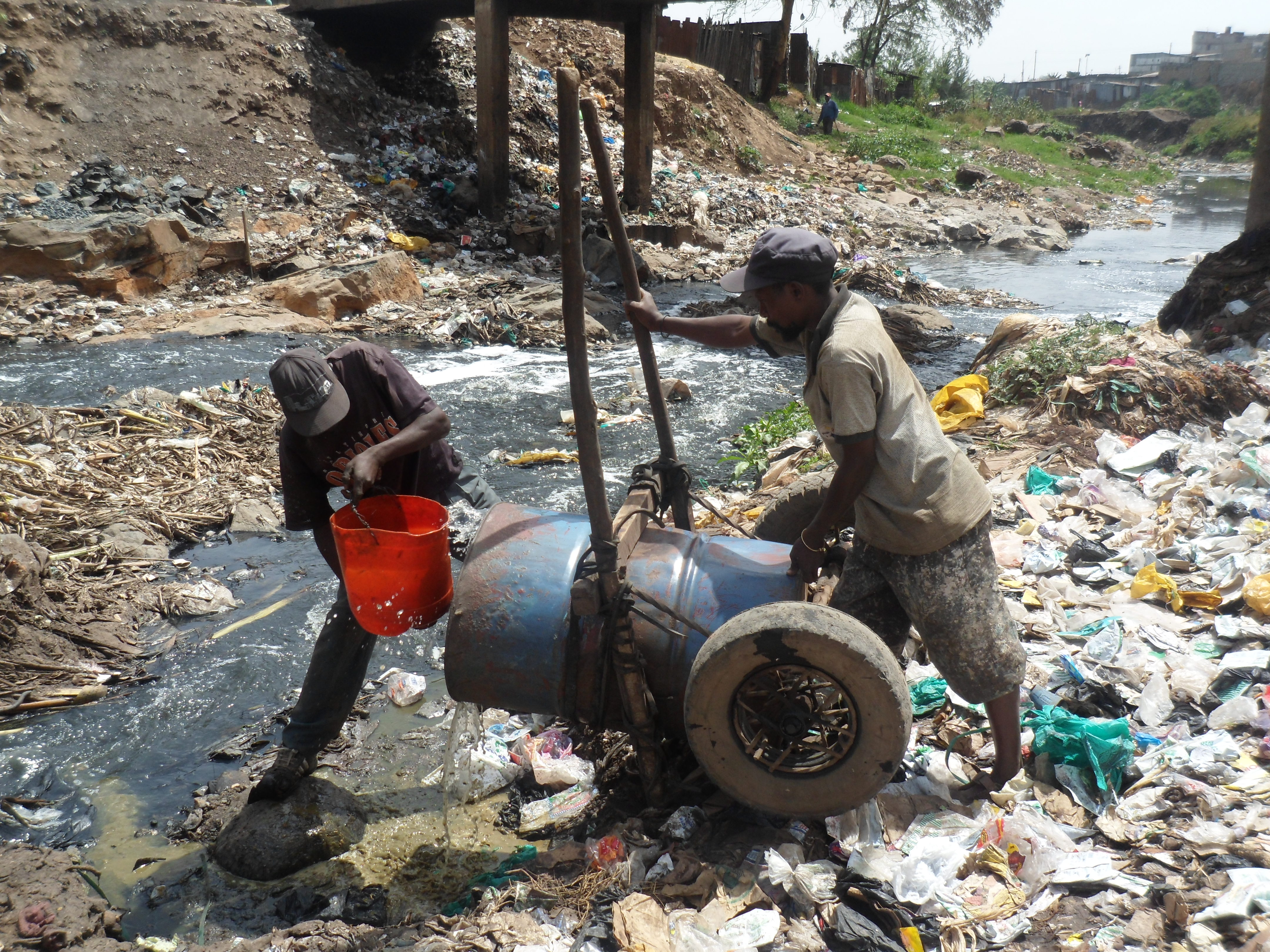
나이로비강에 비워진 후 하수 드럼을 물로 헹구는 모습.

열악한 인프라, 부족한 자원, 과밀화, 쓰레기 매립지와의 근접성으로 인해 코로고초의 건강 상태는 좋지 않다. 여러 단체들이 빈민가에 무료 진료소를 제공하고, 다른 단체들은 후천면역결핍증후군 예방 사업을 조직한다. 이 지역은 불법 약물 및 알코올 남용이 심각하고 2008년에는 인간면역결핍 바이러스 감염률이 14%로 추정되어 당국에 의해 특별히 주목되었다.
영국 자선 기부금으로 지원되는 "돌봄 고아 교육 센터"(CEOC)라는 교육 센터가 코로고초에 설립되어 인간면역결핍 바이러스 고아들이 교육, 식량 및 기본적인 의료 지원을 받을 수 있도록 돕고 있다. https://web.archive.org/web/20110129230728/http://thebusinessphone.com/the-caretakers-orphans-education-centre/
코로고초는 2002년부터 아프리카 인구 및 보건 연구 센터(APHRC)가 운영하는 나이로비 도시 보건 및 인구 통계 감시 시스템(NUHDSS)에 포함된 두 개의 비공식 정착지 중 하나이다. NUHDSS는 인구 통계학적 사건(출생, 사망, 이주), 건강 결과(이환율, 언어적 부검을 통한 사망 원인, 아동 예방 접종 및 영양) 및 사회 경제적 결과(결혼, 교육, 생계 및 주택 특성)에 대한 데이터를 수집한다. 이는 APHRC 웹사이트에 색인된 수많은 연구 출판물의 자료이다. (NUHDSS에 포함된 다른 비공식 정착지는 비완다니이다.)

## 개발 프로그램
나이로비 면적의 5%만을 차지하는 빈민가는 250만 명의 케냐인, 즉 도시 전체 인구의 절반 이상에게 보금자리를 제공한다. 코로고초에는 여러 대규모 이탈리아 개발 프로젝트가 기반을 두고 있는데, 이탈리아 정부와 세계은행의 부채 스와프 자금 지원 프로젝트와 1991년에 설립된 가톨릭 자선 단체 연합인 베가 콰 베가(Bega Kwa Bega)가 있으며, 이는 1973년에 시작된 이탈리아 콤보니 선교 수도회의 이전 프로젝트에 기반을 두고 있다.
케냐 정부는 2008년 코로고초 주민들의 삶을 개선하는 데만 초점을 맞춘 개발 기구인 코로고초 빈민가 개선 프로그램(KSUP)을 설립했다. KSUP는 이탈리아 정부로부터 부채 스와프 계획의 일환으로 자금을 지원받으며, UN 해비타트, 지방 정부 및 연방 정부의 대표자들이 참여한다. 코로고초 주민들을 위한 지역 대표성은 코흐의 8개 '마을' 각각에서 6명의 주민으로 구성된 코흐 주민 위원회(KRC) 설립을 통해 보장되었으며, 총 48명으로 구성되었다.
위원장은 피터 키냔주이(Peter Kinyanjui)가, 서기는 존 오켈로(John Okello) 일명 알리 오켈로가, 재무는 나야가(Nyaga, 전 집행자이자 갱스터)가 맡았다. KRC의 회원은 2년마다 민주적인 선거를 통해 선출되도록 되어 있었다. 그러나 2010년 11월에 선거가 예정되어 있었지만, 현 회원들은 사임하기를 거부하고 자신들을 지역사회 기반 조직(CBO)으로 불법적으로 전환했다. 왜냐하면 그들이 통제하는 돈은 개인적인 용도가 아니기 때문이다.
KRC는 코흐 주민들을 위한 대표 기관으로 설립되었지만, 지난 2년 동안 위원회는 자기 이익을 추구하는 개인들이 이끄는 부패한 조직으로 변모했으며, 이들은 접근할 수 있는 막대한 양의 돈과 자원 때문에 상당한 권력을 행사한다.
코로고초는 그곳에 설립된 여러 수출 기반 수공예 및 의류 회사의 마케팅을 통해 서구 일부 지역에서 대중의 관심을 받았다. 한편, 2007년 제7차 세계 사회 포럼은 나이로비 정상회담을 코로고초 빈민가에서 상징적으로 시작된 하프마라톤으로 마무리했다.
코로고초 주민들은 점점 더 자체적인 개발 프로젝트를 조직하고 있다. 한 예로, 2017년에 설립된 지역 기반 조직인 콤 그린 솔루션즈(Komb Green Solutions)는 청소년들을 지역 사회 환경 개선에 참여시키고 있다. 2018년에는 젊은 남성 그룹이 술루후 허브(Suluhu Hub)를 결성하여 코로고초에서의 삶에 대한 단편 영화를 제작하고 있다. 이들은 또래 멘토링 프로그램을 통해 청소년들이 범죄 활동을 피하도록 돕고자 한다. 코흐FM은 2006년에 지역 기반 조직(CBO)으로 등록된 비영리 지역 라디오 방송국이다. 이 방송국은 지역 주민들이 자신의 이야기를 직접 전달하고 다른 미디어에 비치는 부정적인 이미지를 반박할 수 있도록 설립되었다.

## 스포츠
코로고초는 2013년에 설립된 오스트리아-케냐 개발 프로젝트인 아카코로 축구 아카데미의 본거지이다. 이 아카데미는 2015년 유럽 엘리트 토너먼트에서 FC 바르셀로나 U11 팀을 상대로 승리하여 비공식 정착촌에 명성을 안겨주었다. 그 이후 아카데미는 다음 해에 아틀레티코 마드리드의 유소년 팀을 꺾으며 이러한 성공을 반복했다. 실비아 마쿵구는 현재 외프베 프라우엔리가 팀 FC 바커 인스브루크에서 뛰고 있는 아카데미 졸업생이다.

## 정치적 불안
코로고초는 2007~2008년 케냐 대통령 선거 논란으로 인한 불안의 현장 중 하나였다. 2007년 말 한 사건으로 최소 15명이 사망했는데, 이는 인종적 및 정치적 분열이 폭동과 경찰과의 전투로 이어진 결과였다.

## 시장
이곳은 나이로비 시의회에서 허가받지 않은 비공식 시장이다. 주로 신선 식품과 신제품 및 중고 의류를 판매한다. 공식 영업 시간 없이 매일 운영된다. 배열이 다소 무질서하지만 사람들은 이러한 무질서의 제약 속에서 거래한다. 코로고초 빈민가에 인접해 있으며 단도라 구역 건너편에 위치한다.